# Ваянг

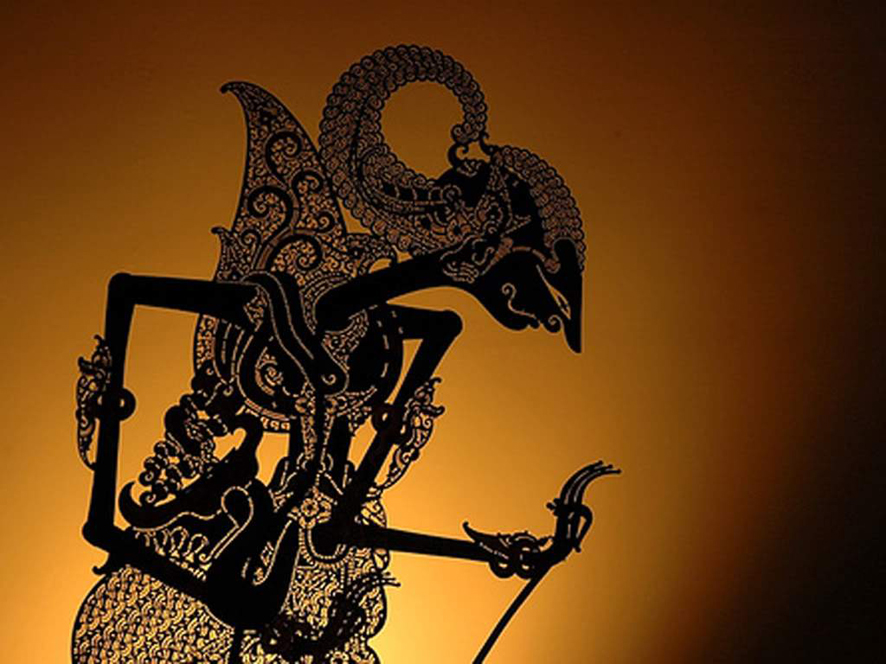
Ваянг — традиційний яванський ляльковий театр

Ваянг (яван. ꦮꦪꦁ, трансліт. wayang, ꦫꦶꦁꦒꦶꦠ꧀, ringgit) — традиційна форма лялькового театру, що походить з індонезійського острова Ява. Ваянг означає як драматичну виставу та іноді й саму шкіряну ляльку. Вистави лялькового театру ваянг відбуваються у супроводі оркестру гамелан.
Спочатку драматичні історії зображували місцеві сакральні релігійні цінності яванізму, але згодом до них було включено кілька чужих міфологій з індуїзму (наприклад, епізоди з епосів Рамаяна та Магабгарата, найвідоміших у балійському індуїзмі), ісламізму, а також християнських релігійних джерел. Даланг — лялькар у виставах ваянгу, який традиційно грає ваянг у шоу-ритуалах з опівночі до світанку (глядачі спостерігають виставу з обох боків екрана).
Вистави ваянг досі дуже популярні серед індонезійців, особливо на островах Ява та Балі. Вистави ваянг зазвичай проводяться під час певних ритуалів, церемоній, подій і навіть на туристичних пам'ятках, наприклад на святкування Дня незалежності, ювілеїв муніципалітетів і компаній, днів народження тощо.
7 листопада 2003 року ЮНЕСКО включила ваянг — пласку шкіряну ляльку для тіньової вистави (ваянг-куліт), пласку дерев'яну ляльку (ваянг-клітік) та об'ємну дерев'яну ляльку (ваянг-голек) — до переліку шедеврів усної та нематеріальної спадщини людства. В обмін на визнання ЮНЕСКО закликала індонезійців зберігати цю традицію.

## Види ваянг

### Ваянг-куліт

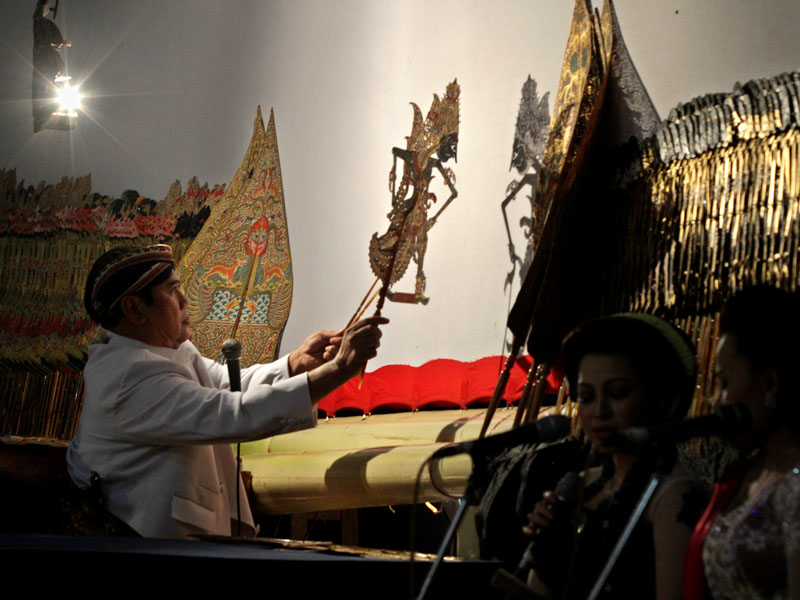
Існує три основні компоненти шоу ваянг-куліт: даланг, гамелан і власне ваянг-куліт

«Куліт» означає «шкіра» і посилається на шкіряну конструкцію ляльок, що підтримуються ручками з рогу буйвола. Сюжети зазвичай черпаються з індуїстських епосів Рамаяна та Магабгарата. Глядачі бачать лише тінь ляльок на екрані. Історично тіні від масляної лампи відкидалися на бавовняну тканину. Сьогодні джерелом світла найчастіше є галогенні електричні лампи, тоді як на Балі досі використовують традиційне вогняне освітлення.
У яванському ваянг існує ціла родина з чотирьох персонажів — пунокаван. Їх іноді називають «слугами-блазнями», оскільки вони зазвичай супроводжують героя історії та надають гумористичні та філософські інтермедії. Семар — бог кохання, який погодився жити на землі, щоб допомагати людям. Він має трьох синів: Гаренг (старший), Петрук (середній) і Багонг (наймолодший). Ці персонажі не належать до індуїстського епосу, а були додані пізніше.
Самі лялькові фігурки варіюються від регіону до регіону. Стиль ляльок з Центральної Яви, міст Суракарта (Соло) та Джок'якарта є найвідомішим й найпоширенішим для наслідування. Регіональні стилі тіньових ляльок також можна знайти на Західній Яві, у Чиребоні, Семарангу та на Східній Яві.

Приклади ляльок ваянг-куліт
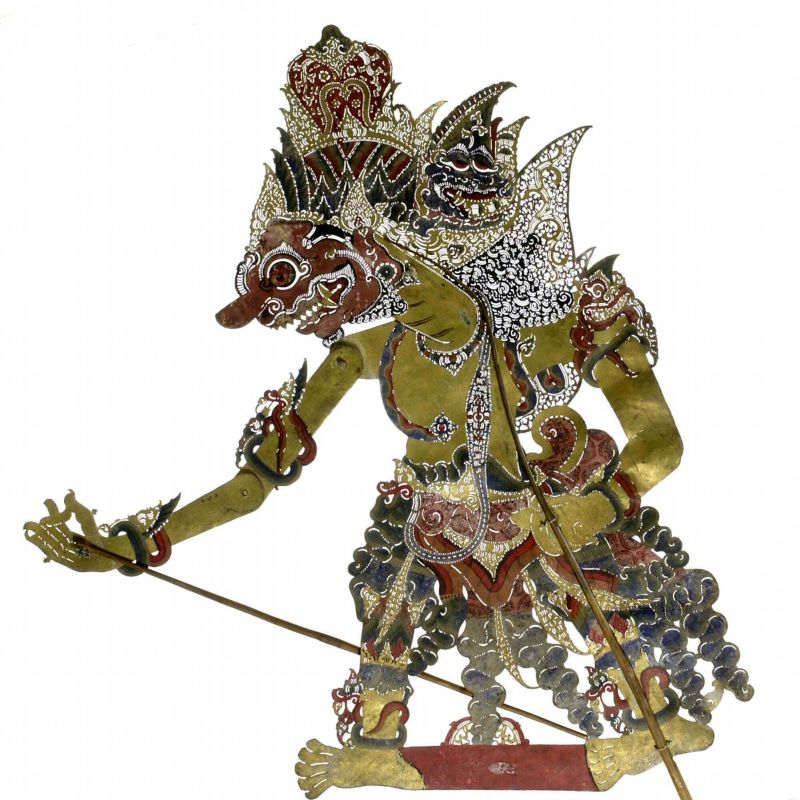
Кумбхакарна(інші мови), колекція Музею тропіків, Індонезія, до 1914
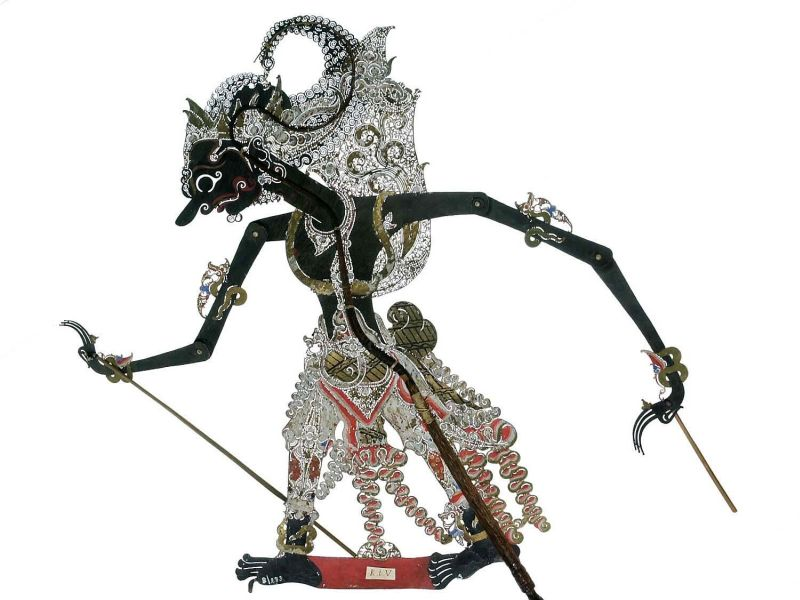
Гхатоткача(інші мови), колекція Музею тропіків, Індонезія, до 1914
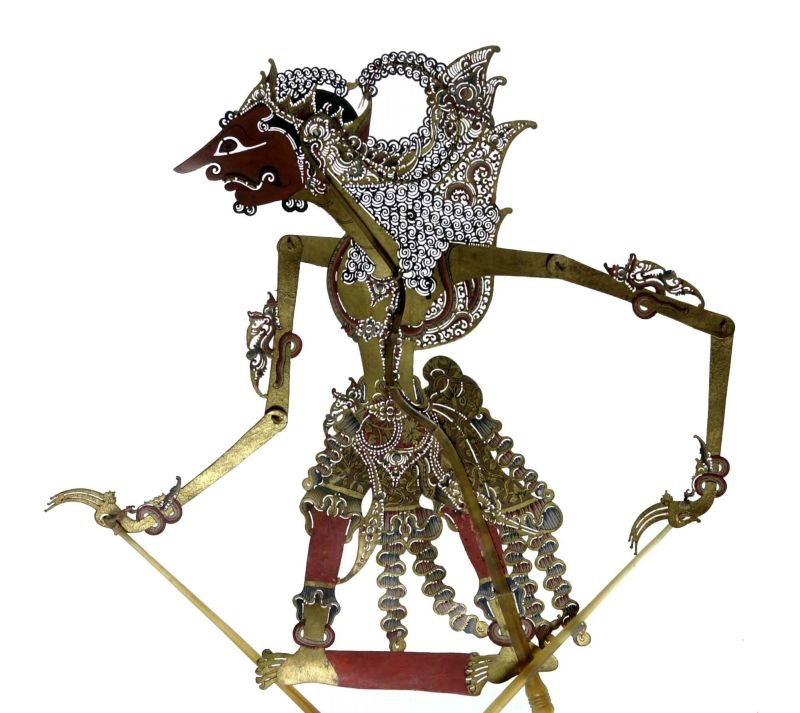
Вібхішана(інші мови), колекція Музею тропіків, Індонезія, до 1933
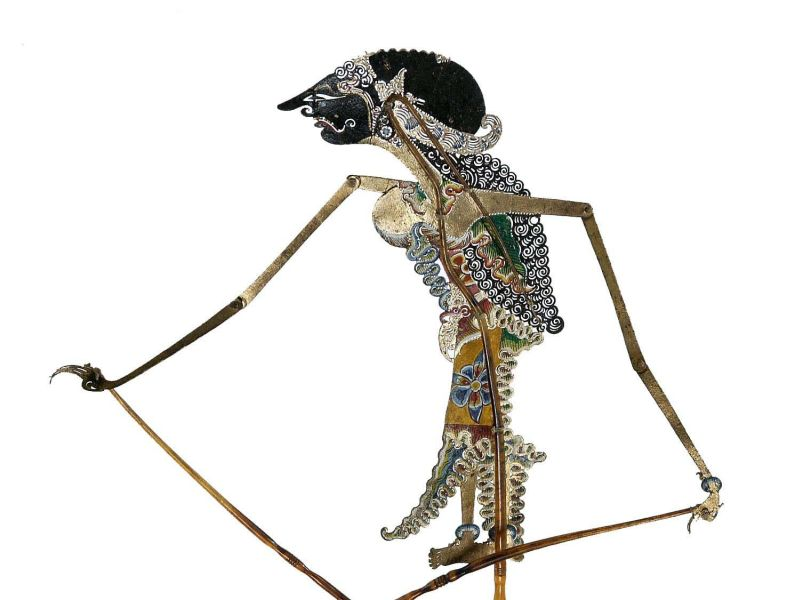
Принцеса Сіта, колекція Музею тропіків, Індонезія, до 1983
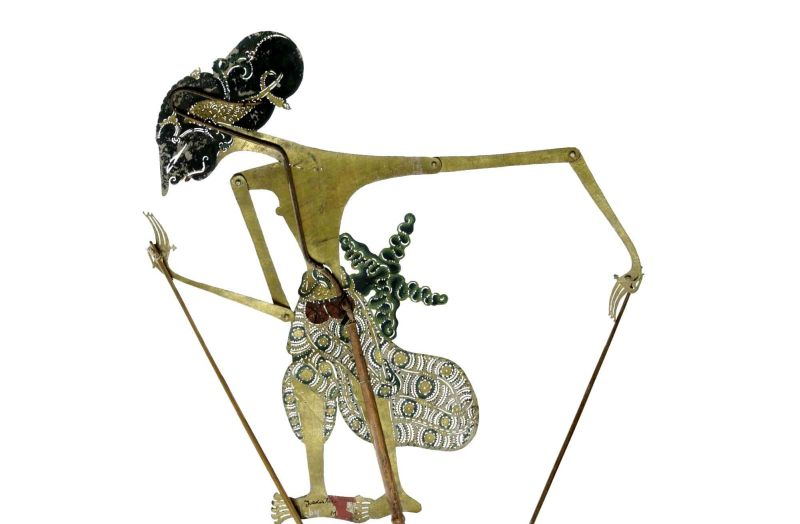
Юдхіштхіра(інші мови), колекція Музею тропіків, Індонезія, до 1914
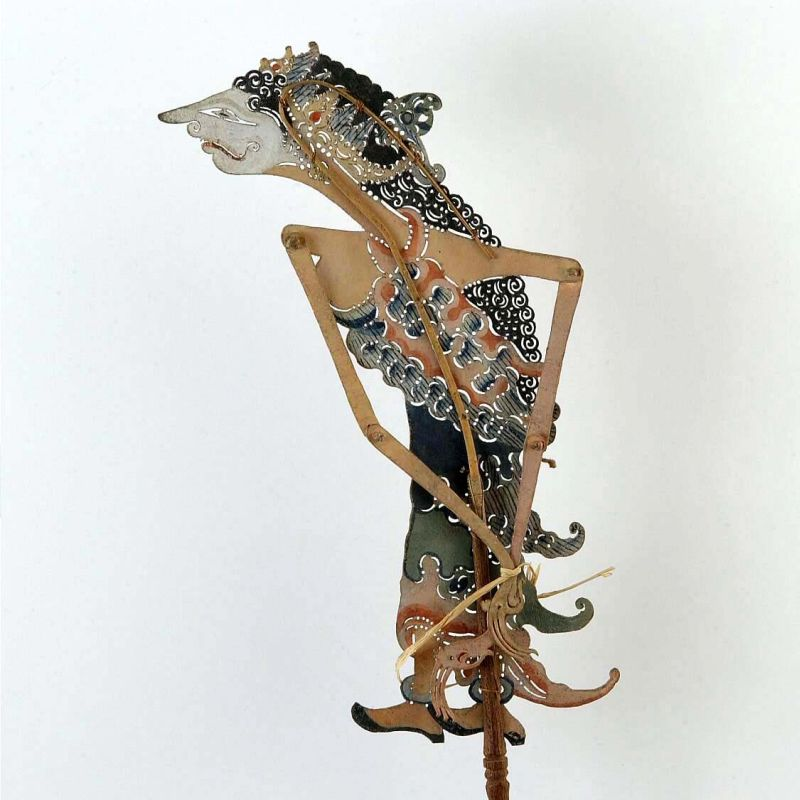
Принцеса Тарі, колекція Музею тропіків, Індонезія, до 1934